# 么志义
么志义（1957年—），河北唐山人，汉族，中华人民共和国政治人物、第十二届全国人民代表大会河北地区代表。
毕业于清华大学，加入中国共产党，担任唐山三友集团有限公司董事长。2008年起担任全国人大代表。2013年，继任全国人大代表。